# 賴瑞·加德納
威廉·勞倫斯·加德納（英語：William Lawrence Gardner，1886年5月13日—1976年3月11日），為美國職棒大聯盟的三壘手。生涯曾效力過紅襪、運動家與印地安人等隊。

## 職業生涯
1908年，加德納和紅襪隊簽約，並在同年6月25日登上大聯盟。

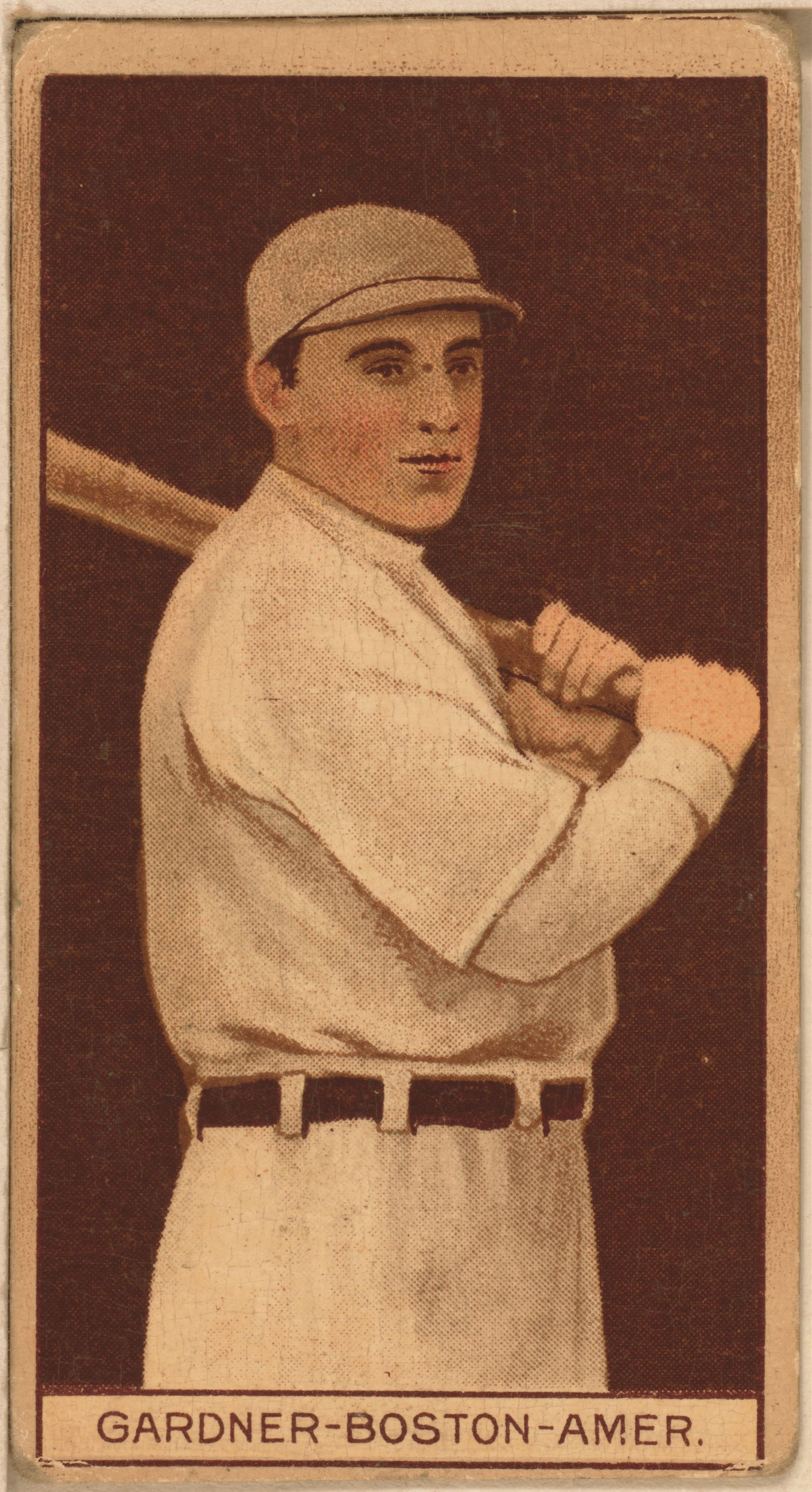

加德納主要活躍於死球年代，1910年代，他幫助紅襪拿下3座世界大賽冠軍。1912年，他敲出全隊在世界大賽的唯一一轟，並打回5分打點，包含系列賽的勝利打點。1916年，加德納在世界大賽連兩場比賽開轟，其中第四場更是擊出3分場內全壘打。
1920年，在印地安人的加德納又有了一次世界大賽的體驗。該年他打回全隊最高的118分打點，但是只有3次盜壘成功。最後他成功隨隊拿下世界大賽冠軍，儘管他在世界大賽的打擊率只有1成98，但他四次的世界大賽都拿下冠軍。
1921年，加德納打出生涯年，單季打擊率為3成19，並敲出187支安打與120分打點。後來他在1924年退休，結束17年的職棒生涯。
1969年他入選佛蒙特運動名人堂。1929年至1951年間，他在佛蒙特大學棒球隊擔任運動指導員。

## 生涯打擊成績
| 出賽次數 | 打席 | 打數 | 得分 | 安打 | 二安 | 三安 | 全壘打 | 打點 | 盜壘 | 保送 | 三振 | 打擊率 | 上壘率 | 長打率 | OPS  |
| -------- | ---- | ---- | ---- | ---- | ---- | ---- | ------ | ---- | ---- | ---- | ---- | ------ | ------ | ------ | ---- |
| 1923     | 7714 | 6688 | 867  | 1931 | 301  | 129  | 27     | 934  | 165  | 654  | 434  | .289   | .355   | .384   | .739 |

## 逝世
1976年3月11日，高齡89歲的加德納去世。1989年12月27日，他被運動畫報評為20世紀傑出佛蒙特州運動員的前50名。2000年，他入選紅襪隊名人堂。2012年，他再入選佛蒙特運動名人堂。

## 外部連結
- 球員資訊和成績在MLB，ESPN，Baseball-Reference，Fangraphs（英文）